# Shin Kyung-sook
Det här är en artikel om en person med koreanskt personnamn; Shin är familjenamnet.
Shin Kyung-sook, född 12 januari 1963, är en sydkoreansk författare. 
Hon föddes i en liten by på landsbygden i södra Sydkorea men har bott större delen av sitt liv i Seoul. Hon debuterade 1985 och har tilldelats ett stort antal litterära priser i sitt hemland. 2012 blev hon den första korean och första kvinna som tilldelades Man Asian Literary Prize för romanen Ta hand om min mor som blivit en stor internationell framgång, utgiven i 23 länder.